# 原良丞
原 良丞（はら りょうすけ、1月3日 - ）は、日本の男性声優。和歌山県出身。ピアレスガーベラ所属。

## 人物
方言は関西弁。
趣味・特技はダーツ・ベースギターの練習、麻雀、ものまね。

## 出演
太字はメインキャラクター。

### テレビアニメ
2013年
- AMNESIA（男）

2015年
- 赤髪の白雪姫（島民B）

2017年
- CHAOS;CHILD（ネット民A）

2019年
- モブサイコ100 シリーズ（2019年 - 2022年、杉本、霊能力者4、佐暮、スピリチュアルセンター、人々C 他） - 2シリーズ
- ポプテピピック TVスペシャル（少年）
- 文豪ストレイドッグス（2019年 - 2023年、GSS B、男B、警官A、兵士E、軍警察 他） - 3シリーズ
- ソードアート・オンライン アリシゼーション War of Underworld（衛士）

2021年
- ゴジラ S.P ＜シンギュラポイント＞（カーラジオ、警察官、警戒管制官、船員B、記者 他）
- ヴァニタスの手記（2021年 - 2022年、警備員、トマ・ベルヌー、ルカの部下A、招待客B、狩人C 他） - 2シリーズ

2022年
- 錆喰いビスコ（ウサギ面）
- 天才王子の赤字国家再生術（ロウェルミナの使者）
- サマータイムレンダ（たこ焼き屋、弔問客、島民）
- ジョジョの奇妙な冒険 ストーンオーシャン（2022年 - 2023年、研究員B、看守B・C、看護師B、松葉杖の男、町の男 他） - 2シリーズ

2023年
- HIGH CARD（衛兵）
- 火狩りの王（2023年 - 2024年、乗員、火狩り、群衆の声、人影） - 2シリーズ
- 吸血鬼すぐ死ぬ2（職員）
- 彼女が公爵邸に行った理由
- アンデッドガール・マーダーファルス（精螻蛄）
- ひきこまり吸血姫の悶々（ゲラ＝アルカ兵B）

2024年
- 結婚指輪物語（エルフ）
- 青の祓魔師 シリーズ（2024年 - 2025年、祓魔師、研究員、屍人、通行人、警備員） - 3シリーズ
- わんだふるぷりきゅあ!（飼い主、狼、アンディ、ケイジ、街の人 他）
- 望まぬ不死の冒険者（受験者）
- 貼りまわれ!こいぬ（リストラ犬、保護者）
- 来世は他人がいい（組員、半グレ）

2025年
- わたしの幸せな結婚
- 一瞬で治療していたのに役立たずと追放された天才治癒師、闇ヒーラーとして楽しく生きる（リザードマン）
- ざつ旅-That's Journey-（男性、男子）
- 気絶勇者と暗殺姫（兵士）

### 劇場アニメ
- 交響詩篇エウレカセブン ハイエボリューション1（2017年、若者）
- 劇場版 はいからさんが通る 後編 〜花の東京大ロマン〜（2018年、馬賊）
- 劇場版 七つの大罪 光に呪われし者たち（2021年）
- 劇場版 鬼滅の刃 無限城編 第一章 猗窩座再来（2025年）

### OVA
- モブサイコ100 第一回霊とか相談所慰安旅行〜ココロ満たす癒やしの旅〜（2019年、電車アナウンス）
- コードギアス 奪還のロゼ（2024年、喫茶店の客）

### Webアニメ
- ぶらどらぶ（2021年、映画研究部部員）
- T・Pぼん（2024年、従者C、部下、警官A、銛撃ち、使者 他） - 2シリーズ[一覧 7]
- 『BLUE PROTOCOL』 Side Story（2024年、Brigand 1）

### ゲーム
- BLUE PROTOCOL[2]（2023年）
- イースX -NORDICS-（2023年、ボーダン）

### ドラマCD
- 神様はじめました 神と神使の契約（2012年）

### 吹き替え
- 機動戦士ガンダム 復讐のレクイエム（2024年、アンダー・ヒートン[3]）

### ボイスオーバー
- 世界の名峰 グレートサミッツ”ハン・テングリ”

### シリーズ一覧
1. ↑  第2期『II』（2019年）、第3期『III』（2022年）
2. ↑  第3シーズン（2019年）、第4シーズン（2023年）、第5シーズン（2023年）
3. ↑  第1クール（2021年）、第2クール（2022年）
4. ↑  第2クール（2022年）、第3クール（2023年）
5. ↑  第1シーズン（2023年）、第2シーズン（2024年）
6. ↑  第3期『島根啓明結社篇』（2024年）、第4期『雪ノ果篇』（2024年）、第4期『終夜篇』（2025年）
7. ↑  シーズン1（2024年）、シーズン2（2024年）

### 初出話一覧
1. 1 2 3  第3話初出
2. 1 2  第4期『終夜篇』 第4話初出
3. ↑  第3期 第4話初出
4. ↑  第3期 第7話初出
5. ↑  第3期 第8話初出
6. ↑  第4期『雪ノ果篇』 第10話初出
7. ↑  第1話初出
8. ↑  第23話初出
9. ↑  第28話初出
10. ↑  第35話初出
11. ↑  第36話初出
12. ↑  第41話初出
13. 1 2  第7話初出
14. ↑  第11話初出
15. ↑  第12話初出
16. 1 2  第9話初出
17. ↑  第17話初出
18. ↑  第10話初出